# Тод Хаджі
Тод Хаджі (27 лютого 1968, Анока, Міннесота, США) — американський хокеїст, центральний нападник. Перший північноамериканський легіонер у складі київського «Сокола».

## Спортивна кар'єра
Закінчив історичний факультет Гарвардського університету. Під час навчання виступав за студентську хокейну команду. На драфті Національної хокейної ліги 1987 року був обраний під 142 номером клубом «Вінніпег Джетс». У рамках домовленості між канадською командою і київським «Соколом», стажувався в столиці України протягом сезону 1990/1991. Таким чином став першим північноамериканцем у радянському хокеї. У команді Анатолія Богданова провів 32 матчі, відзначився 2 закинутими шайбами і 4 результативними передачами. Після повернення на батьківщину більше десяти років грав у декількох клубах Інтернаціональної хокейної ліги, Американської хокейної ліги і Хокейної ліги Східного узбережжя.
| Команда                         | Сезони                    |
| ------------------------------- | ------------------------- |
| Чемпіонат СРСР                  |                           |
| «Сокіл» (Київ)                  | 1990-1991                 |
| Американська хокейна ліга       |                           |
| «Монктон Гоукс»                 | 1991-92, 1992-93          |
| «Провіденс Брюїнс»              | 1992-93, 1993-94, 1995-96 |
| «Адірондак Ред Вінгз»           | 1994-95                   |
| Інтернаціональна хокейна ліга   |                           |
| «Форт-Вейн Кометс»              | 1990-91, 1992-93          |
| «Міннесота Муз»                 | 1994-95                   |
| «Атланта Найтс»                 | 1994-95                   |
| Хокейна ліга Східного узбережжя |                           |
| «Нешвілл Найтс»                 | 1994-95                   |
| «Дейтон Бомберс»                | 1996-97, 1997-98          |
| «Толедо Шторм»                  | 2001-02, 2002-03          |